# Bobrovník
Bobrovník (in ungherese Bobrovnik) è un comune della Slovacchia facente parte del distretto di Liptovský Mikuláš, nella regione di Žilina.